# Alexandre Bogomaz
Alexandre Vassilievitch Bogomaz (russe : Александр Васильевич Богомаз) né le 23 février 1961 à Gridenki en RSFS de Russie, est un homme politique russe qui est gouverneur de l'oblast de Briansk depuis 2015 (par intérim de 2014 à 2015).